# ميكاه بروكس
ميكاه بروكس (بالإنجليزية: Micah Brooks)‏ هو قاضي وسياسي أمريكي، ولد في 14 مايو 1775 في تشيشاير في الولايات المتحدة، وتوفي في 7 يوليو 1857. حزبياً، نشط في الحزب الجمهوري الديمقراطي. وقد انتخب عضو جمعية ولاية نيويورك وانتخب عضو مجلس النواب الأمريكي.